# Блажова (Румунія)
Блажова (рум. Blajova) — село у повіті Тіміш в Румунії. Входить до складу комуни Ніцкідорф.
Село розташоване на відстані 384 км на захід від Бухареста, 26 км на південний схід від Тімішоари.

## Населення
За даними перепису населення 2002 року у селі проживали 144 особи, з них 140 осіб (97,2%) румунів. Рідною мовою 143 особи (99,3%) назвали румунську.